# Rebelión hazara de 1945
La rebelión hazara de 1945 fue una rebelión de los hazaras en el Reino de Afganistán que ocurrió en 1945 y 1946. Sus causas radicaban en la introducción de un nuevo impuesto impuesto sólo a los hazaras. Comenzó en noviembre de 1945, cuando los rebeldes hazara bajo el mando de Ibrahim Khan, también conocido como «Bačča-Gāw-sawār» (en español: Hijo del jinete de toros), se rebelaron contra la administración local de Shahristan. Después de un asedio que duró aproximadamente una semana, el distrito, así como las armas y municiones, cayeron en manos de los rebeldes.
Hay dos versiones diferentes sobre cómo terminó la rebelión: Según la Encyclopædia Iranica, el gobierno afgano envió una fuerza para pacificar la región y, posteriormente, retiró el impuesto. Según Niamatullah Ibrahimi, terminó en la primavera de 1946, cuando Mohamed Zahir Shah envió una delegación a los rebeldes que les ofreció levantar el impuesto si los rebeldes deponían las armas, lo cual fue aceptado.